# Горока
Горока (англ. Goroka) — город в Папуа — Новой Гвинее.

## География
Город Горока лежит на северо-востоке острова Новая Гвинея, в горном регионе на высоте 1523 метра над уровнем моря. Административный центр провинции Истерн-Хайлендс. В центре города построен аэропорт; в Гороке находится конечный пункт Горного шоссе длиной в 285 километров, начинающегося в городе Лаэ, центре провинции Моробе.
Климат в расположенной среди гор Гороке мягкий, без резких перепадов температуры и высокой влажности («весенний»).

## Население
По данным на 2013 год численность населения города составляла 21 507 человек.
Динамика численности населения города по годам:
| 1980   | 1990   | 2000   | 2013   |
| ------ | ------ | ------ | ------ |
| 18 797 | 17 855 | 18 618 | 21 507 |

## Культура
Горока, наряду с городом Маунт-Хаген, является главным торговым центром Горного региона. Как и в Маунт-Хагене, в Гороке в сентябре ежегодно проходит красочный Горный фестиваль. «Визитной карточкой» горокского фестиваля являются выступления «глиняных человечков» — аборигенов в масках и костюмах из белой глины.

## Города-партнёры
- Фучжоу, Китай
- Брисбен, Австралия
- Тувумба, Австралия